# Pau Janer
Pau Janer (Santa Coloma de Queralt 1700 - Reus 1777) va ser un botiguer i comerciant d'aiguardent català.
Instal·lat a Reus cap al 1730, on es casà amb Maria Carnicer, d'una coneguda família reusenca de terratinents, es va vincular amb la burgesia comercial de la vila i amb la política municipal. Va ser regidor a l'ajuntament de Reus el 1750, el 1755 i el 1765, i alcalde el 1757 i 1758.
El seu nomenament, immediatament després del metge i alcalde Pere Batlle, va possibilitar que seguís amb la política urbanística i de sanejament de la vila que havia començat el seu antecessor. Va continuar la tasca d'arrenglerar les cases dels carrers més cèntrics i va tenir plets amb un veí per fer desaparèixer una casa que sortia desmesuradament davant de la porta de l'església de Sant Pere. Va tenir també un llarguíssim plet que venia de la dècada de 1730, per les prerrogatives que volia el prior de l'església per poder fixar els preus de les cerimònies religioses que celebrava. Es consideraven abusius per part de l'ajuntament i també plers sacerdots d'altres parròquies. Sobre el tema es conserven diferents impresos que expliquen el desenvolupament del cas. Potser el més significatiu, i signat per l'alcalde Pau Janer i pels regidors municipals és: Legal satisfacion con que las dos comunidades eclesiastica y seglar de la villa de Reus responden a la relacion que ha publicado el R. doctor Joseph Boxó prior de aquella iglesia parroquial como justificativa de sus pretendidas prerogativas y para desengaño de sus feligreses menos noticiosos, ò siniestramente informados. Tarragona: por Joseph Barber, impressor, 1757. El 1758 va autoritzar que s'obrissin portes als trams de muralla medieval que encara quedaven. Va urbanitzar algunes zones extramurs, i donà permís a un tal Gornals per a obrir un carrer en uns terrens de la seva propietat en direcció al camí de Riudoms, carrer que actualment encara se'n diu de Gornals. Va autoritzar també, pel mes d'agost, l'enderrocament d'uns corrals que hi havia a la plaça de les Monges, nom que portava perquè hi havia un convent de les carmelites, (actualment és la plaça de Prim), corrals que feien cantonada amb l'actual carrer de Sant Llorenç, per a situar-los en uns nous terrenys als afores de la vila. Amb l'augment de població va urbanitzar la zona extramurs del raval de santa Anna, augmentant l'espai que tenia la plaça del Trinquet o del Joc de Pilota, que després seria la plaça de les Comèdies, davant del Teatre, i actualment és la plaça de Catalunya. Durant el seu mandat van seguir els plets amb l'ajuntament de Vilaseca per les jurisdiccions sobre el port de Salou. Una autorització de l'intendent de la província, concedida a petició de Pau Janer com a alcalde, va autoritzar la separació dels mariners del port del gremi de pagesos, on Vilaseca els havia inclòs. Els mariners matriculats, uns quaranta, eren la guarnició del port. Més endavant, un altre intendent va ordenar als matriculats que es posessin sota les ordres de Vilaseca, o serien considerats desertors. Recorreguda l'ordre, l'Audiència va donar la raó a Reus.